# Umbrele soarelui
Umbrele soarelui este un film psihologic regizat de Mircea Veroiu, inspirat din Romanul de familie (1986) al lui Ion Brad. A avut premiera la 21 martie 1988. Rolurile principale sunt interpretate de actorii Dragoș Pâslaru, Leopoldina Bălănuță și Ilarion Ciobanu.

## Rezumat
După decesul accidental al soției sale, Veanu Borcea (Pâslaru) revine în casa părintească distrus sufletește. Bunica sa și dragostea celor din jur îl vor ajuta să-și regăsească echilibrul.

## Distribuție
- Dragoș Pâslaru — Veanu Borcea, fiul cel mic al lui Octavian, inginer zootehnist[3]
- Leopoldina Bălănuță — Maria Borcea, văduva lui Artimon, mama bătrână a lui Octavian și bunica lui Veanu
- Ilarion Ciobanu — Octavian Borcea, țăran colectivist, tatăl lui Veanu
- Ana Ciontea — Eugenia („Jenica”), soția decedată a lui Veanu
- Ecaterina Nazare — Valeria („Zmeoaica”), tehniciană zootehnistă, prietenă din copilărie a lui Veanu
- Valentin Uritescu — Toader, poștașul satului
- Șerban Ionescu — Ion, nepot al nanei Maria, prietenul din copilărie al lui Veanu, cioban
- Virgil Andriescu — Liviu, președintele CAP-ului unde a lucrat Veanu
- Paul Lavric — Gligor, tatăl Valeriei, consătean al lui Octavian Borcea
- Victorița Dobre-Timonu — soția lui Octavian Borcea
- Viorel Comănici — Victor, cumnatul lui Veanu, tractorist bătăuș
- Valentin Teodosiu — Artimonuț, fratele mai mare al lui Veanu, mecanic șef la moara din sat, omul de încredere al ing. Mârza
- Ion Punea — directorul fermei agricole din Dobrogea
- Vasile Cojocaru — Axente Borcea, fiul cel mare al lui Octavian, inginer agronom în părțile Dobrogei
- Cerasela Stan — Anuța, soția lui Artimonuț
- Maria Junghietu — Ana, soția lui Ion
- Romeo Pop — Petre Borcea, fiul lui Octavian, inginer metalurgist la București
- Andrei Codarcea — Artimon Borcea, soțul decedat al nanei Maria, tatăl lui Octavian
- Eugen Mazilu
- Emil Sassu
- Nina Udrescu — Nina, fiica lui Grigore, strănepoata nanei Maria
- Ion Văcaru
- Doina Baer
- Vasile Hariton — nepotul cu păr alb al nanei Maria
- Victoria Cociaș-Șerban
- Dumitru Crăciun
- Alexandru Lungu — Tiberiu Lazăr, nepot al nanei Maria, arheolog la Cluj
- Ica Matache
- Lucia Boga
- Mirela Grecu

## Producție
Filmul a intrat în producție cu titlul Întoarcerea fiului risipitor, o altă variantă de titlu fiind Dincolo de tristețe. Lansarea lui a fost amânată ca urmare a plecării în străinătate a regizorului Mircea Veroiu și a operatorului Anghel Deca. Ca urmare a plecării regizorului, producția filmului a fost încheiată de Dan Pița, cu sprijinul scenaristului Ion Brad, care ocupa funcții înalte în conducerea partidului. Premiera filmului a avut loc la 21 martie 1988 la Cinematograful Victoria, iar o mare curiozitate a fost prezența pe generic a numelui regizorului, care era plecat din România de un an.

## Primire
Filmul a fost vizionat de 631.653 de spectatori în cinematografele din România, după cum atestă o situație a numărului de spectatori înregistrat de filmele românești de la data premierei și până la data de 31 decembrie 1989 alcătuită de Centrul Național al Cinematografiei.